# EGL România
EGL România este o companie din România care se ocupă cu tradingul de energie electrică. Compania a fost înființată în anul 2003 ca subsidiară a traderului European de energie EGL Group
Număr de angajați în 2008: 13
Cifra de afaceri în 2008: 85 milioane Euro
Venit net în 2008: 4 milioane euro